# Arbona
La famiglia Arboni fu una nobile famiglia milanese.

## Storia
La famiglia si originò nel Cinquecento da Stefano, operaio di filanda, il cui figlio Pietro, coi propri risparmi, aprì una piccola attività per il commercio di stoffe e stracci a Milano. Il figlio di questo Francesco, si specializzò nel commercio della seta e riuscì ad acquistare una casa presso la chiesa di San Satiro, arricchendosi al punto che i suoi due figli, Gian Pietro e Giovanni Battista, si unirono in società per aprire un istituto bancario, pur proseguendo ad ogni modo il commercio con l'estero. Gli Arbona avevano infatti sviluppato una fitta rete commerciale che spaziava da Londra a Lione, toccando anche Ulma e Coira, sino a Messina, in Sicilia. 
Gian Pietro, che proseguì la casata, sposò la figlia di un ricco droghiere ed ebbe tra i propri figli ed eredi Ludovico che divenne governatore di Rovereto, Francesco che nel 1652 divenne segretario del senato di Milano, Gian Carlo che intraprese la carriera militare e combatté col grado di capitano nelle Fiandre, Anna che sposò il capitano Francesco Clerici e Gian Paolo che nel 1690 acquistò il feudo di Agrate. Gian Paolo sposò Anna Verri, figlia del conte Gabriele, e nel 1708 riuscì ad ottenere il titolo di marchese sul proprio feudo. Il primogenito di Gian Paolo, Gabriele, sposò Caterina Piantanida, figlia del marchese Giambattista, dalla quale ebbe Gian Paolo che morì nel 1760 senza eredi, lasciando le proprie sostanze alla famiglia Calchi con cui era imparentato. I suoi titoli tornarono alla Regia Camera.

## Albero genealogico
|                      |                                                                             |                                                                             |                                                  |                                                  |                                      |                                                                                 |                                                                                 |                                  |                                              |                                              |                               |                               |                      |                       |                       |                     |                     |
|                      |                                                                             |                                                                             |                                                  |                                                  |                                      |                                                                                 |                                                                                 |                                  |                                              | Stefano viv. XVI secolo ?                    |                               |                               |                      |                       |                       |                     |                     |
|                      |                                                                             |                                                                             |                                                  |                                                  |                                      |                                                                                 |                                                                                 |                                  |                                              |                                              |                               |                               |                      |                       |                       |                     |                     |
|                      |                                                                             |                                                                             |                                                  |                                                  |                                      |                                                                                 |                                                                                 |                                  |                                              |                                              |                               |                               |                      |                       |                       |                     |                     |
|                      |                                                                             |                                                                             |                                                  |                                                  |                                      |                                                                                 |                                                                                 |                                  |                                              | Pietro XVI-XVII sec. ?                       |                               |                               |                      |                       |                       |                     |                     |
|                      |                                                                             |                                                                             |                                                  |                                                  |                                      |                                                                                 |                                                                                 |                                  |                                              |                                              |                               |                               |                      |                       |                       |                     |                     |
|                      |                                                                             |                                                                             |                                                  |                                                  |                                      |                                                                                 |                                                                                 |                                  |                                              |                                              |                               |                               |                      |                       |                       |                     |                     |
|                      |                                                                             |                                                                             |                                                  |                                                  |                                      |                                                                                 |                                                                                 |                                  |                                              | Francesco XVII sec. ?                        |                               |                               |                      |                       |                       |                     |                     |
|                      |                                                                             |                                                                             |                                                  |                                                  |                                      |                                                                                 |                                                                                 |                                  |                                              |                                              |                               |                               |                      |                       |                       |                     |                     |
|                      |                                                                             |                                                                             |                                                  |                                                  |                                      |                                                                                 |                                                                                 |                                  |                                              |                                              |                               |                               |                      |                       |                       |                     |                     |
|                      |                                                                             |                                                                             |                                                  | Gian Pietro XVII sec. Clara Bonfanti             | Gian Pietro XVII sec. Clara Bonfanti | Giovanni Battista XVII sec. ?                                                   | Giovanni Battista XVII sec. ?                                                   | Barbara XVII sec. ?              | Barbara XVII sec. ?                          | Clara XVII sec. ?                            | Clara XVII sec. ?             | Caterina XVII sec. ?          | Caterina XVII sec. ? | Francesca XVII sec. ? | Francesca XVII sec. ? | Ottavia XVII sec. ? | Ottavia XVII sec. ? |
|                      |                                                                             |                                                                             |                                                  |                                                  |                                      |                                                                                 |                                                                                 |                                  |                                              |                                              |                               |                               |                      |                       |                       |                     |                     |
|                      |                                                                             |                                                                             |                                                  |                                                  |                                      |                                                                                 |                                                                                 |                                  |                                              |                                              |                               |                               |                      |                       |                       |                     |                     |
| Ludovico XVII sec. ? | Ludovico XVII sec. ?                                                        | Francesco †1652 ?                                                           | Francesco †1652 ?                                | Gian Carlo XVII sec. ?                           | Gian Carlo XVII sec. ?               | Gian Paolo, I marchese di Agrate XVII sec. 1.Clara Ceva 2.Anna Teresa Verri 3.? | Gian Paolo, I marchese di Agrate XVII sec. 1.Clara Ceva 2.Anna Teresa Verri 3.? | Anna XVII sec. Francesco Clerici | Anna XVII sec. Francesco Clerici             |                                              |                               |                               |                      |                       |                       |                     |                     |
|                      |                                                                             |                                                                             |                                                  |                                                  |                                      |                                                                                 |                                                                                 |                                  |                                              |                                              |                               |                               |                      |                       |                       |                     |                     |
|                      |                                                                             |                                                                             |                                                  |                                                  |                                      |                                                                                 |                                                                                 |                                  |                                              |                                              |                               |                               |                      |                       |                       |                     |                     |
|                      | 2.Gabriele, II marchese di Agrate XVII-XVIII sec. Maria Caterina Piantanida | 2.Gabriele, II marchese di Agrate XVII-XVIII sec. Maria Caterina Piantanida | 2.Chiara XVII - XVIII sec. Pietro Antonio Calchi | 2.Chiara XVII - XVIII sec. Pietro Antonio Calchi | 3.Giovanni Carlo †1739 Clara Airoldi | 3.Giovanni Carlo †1739 Clara Airoldi                                            | 3.Ludovico XVII-XVIII sec. ?                                                    | 3.Ludovico XVII-XVIII sec. ?     | 3.Giuseppa XVII-XVIII sec. Francesco Alfieri | 3.Giuseppa XVII-XVIII sec. Francesco Alfieri | 3.Francesco XVII-XVIII sec. ? | 3.Francesco XVII-XVIII sec. ? |                      |                       |                       |                     |                     |
|                      |                                                                             |                                                                             |                                                  |                                                  |                                      |                                                                                 |                                                                                 |                                  |                                              |                                              |                               |                               |                      |                       |                       |                     |                     |
|                      |                                                                             |                                                                             |                                                  |                                                  |                                      |                                                                                 |                                                                                 |                                  |                                              |                                              |                               |                               |                      |                       |                       |                     |                     |
|                      | Gian Paolo, III marchese di Agrate *1738 †1760                              |                                                                             |                                                  |                                                  |                                      |                                                                                 |                                                                                 |                                  |                                              |                                              |                               |                               |                      |                       |                       |                     |                     |